# Theo Schwonzen
Theodor „Theo“ Schwonzen (* 22. Oktober 1920; † 20. September 2014) war ein deutscher Mediziner.

## Leben
1953 wurde er Chefarzt der inneren Abteilung und der Röntgenologie der Eifelklinik St. Brigida, einem Krankenhaus in Trägerschaft der Cellitinnen zur hl. Elisabeth (bis 1997). Als 33-jähriger Mediziner war er der jüngste Chefarzt in einem nordrhein-westfälischen Krankenhaus. Von 1977 bis zu seinem Ruhestand 1987 war er zudem ärztlicher Direktor des Krankenhauses. Er war maßgeblich an der Entwicklung des Simmerather Krankenhauses und der ärztlichen Versorgung des Landkreises Monschau beteiligt. Er lehrte langjährig an der Krankenpflegeschule der Eifelklinik. Er war Vorstand der Kreisstelle Aachen-Land der Ärztekammer Nordrhein und engagierte sich besonders für die ärztliche Fortbildung.
Schwonzen war Gründungsmitglied der Katholischen Ärztearbeit Deutschlands (KÄAD). Von 1992 bis 2005 gehörte er dem Vorstand an und war wesentlich beteiligt an der Ausrichtung des Verbandes.
Schwonzen war zehn Jahre lang Präsident von Medicus Mundi International, einer Organisation der internationalen Gesundheitszusammenarbeit. Er war Mitglied der Deutschen Gesellschaft für Innere Medizin.
1971 wurde er von Kardinal-Großmeister Eugène Kardinal Tisserant zum Ritter des Ritterordens vom Heiligen Grab zu Jerusalem ernannt und am 15. Mai 1971 im Konstanzer Münster durch Lorenz Kardinal Jaeger, Großprior der deutschen Statthalterei, investiert. Er war Offizier des Ordens. Er engagierte sich für zahlreiche Sozialprojekte im Heiligen Land.
Er war verheiratet mit Ena geb. Wulf (1927–2012).

## Ehrungen und Auszeichnungen
- Ritter vom Heiligen Grab (1971)
- Bundesverdienstkreuz des Verdienstordens der Bundesrepublik Deutschland[4]
- Bundesverdienstkreuz I. Klasse des Verdienstordens der Bundesrepublik Deutschland (2002; Höherstufung)[7][4]
- Ehrenurkunde der Katholischen Ärztearbeit Deutschlands[5]